# Alien 3
Tuđinac 3, poznatiji pod izvornim nazivom Alien 3, američki je znanstveno fantastični horor film iz 1992. godine u režiji Davida Finchera. Radi se o trećoj inkarnaciji ZF/horor serijala započetog 1979. godine.
U američkim kinima, film je doživio premijeru 22. svibnja 1992. godine.

## Radnja
Nakon što je uspjela pobjeći s planeta nastanjenog čudovišnim bićima, Ripleyina (Sigourney Weaver) letjelica srušila se na udaljeni i izolirani zatvorski planet. Na tom planetu živi kolonija muških zatvorenika među koju Ripleyin dolazak unese nemir. Međutim, zajedno s Ripley na planet je došao i opaki alien koji opet prijeti uništavanjem ljudskih života.

## Glavne uloge
- Sigourney Weaver – poručnica Ellen Ripley
- Charles S. Dutton – Dillon
- Charles Dance – Clemens
- Paul McGann – Golic
- Lance Henriksen – Bishop

## Vanjske poveznice
- Alien 3 na Internet Movie Databaseu (engl.)